# Ostseerennbahn

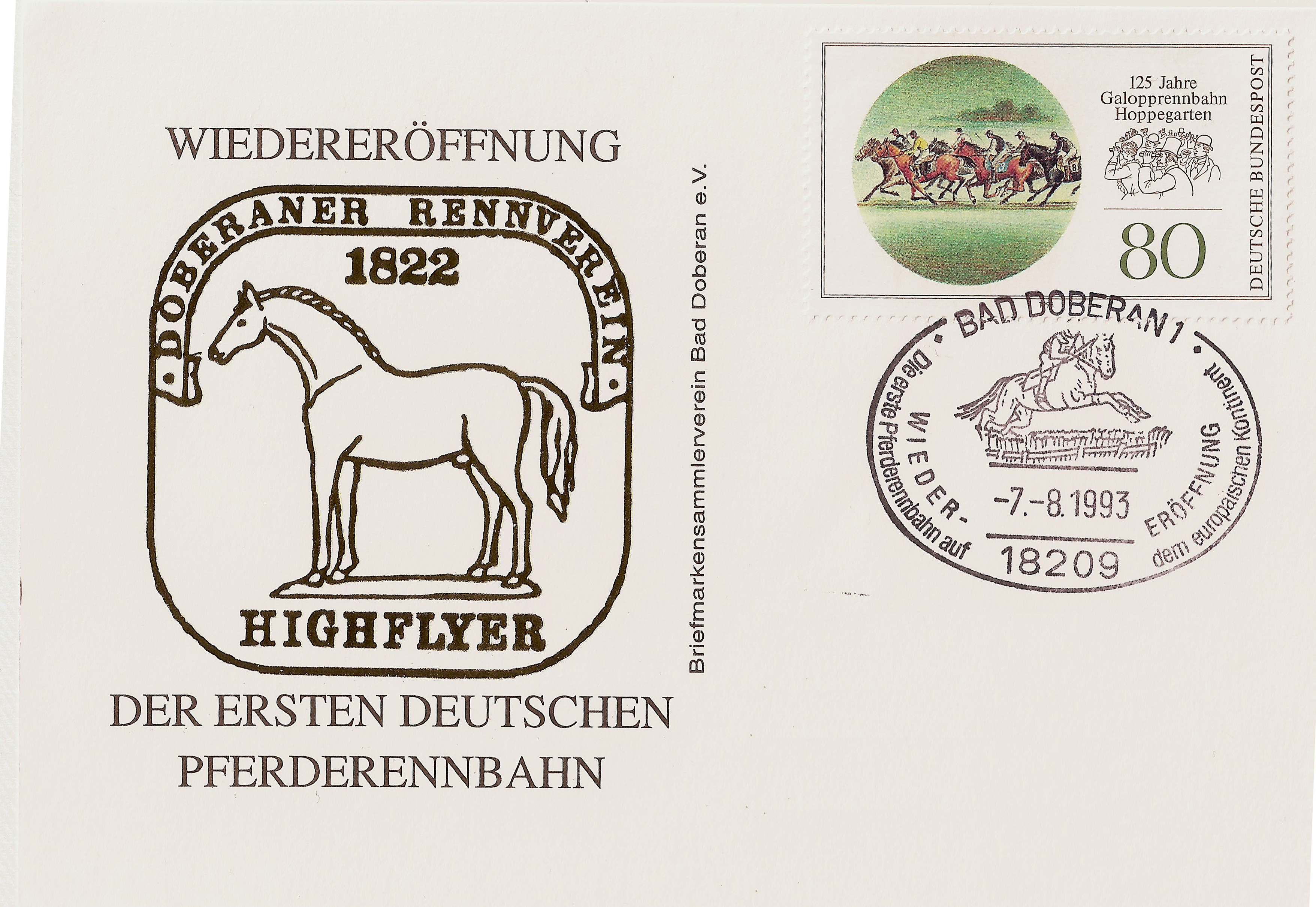
Gedenkpostkarte zur Wiedereröffnung der Ostseerennbahn 1993 mit dem Hengst Highflyer

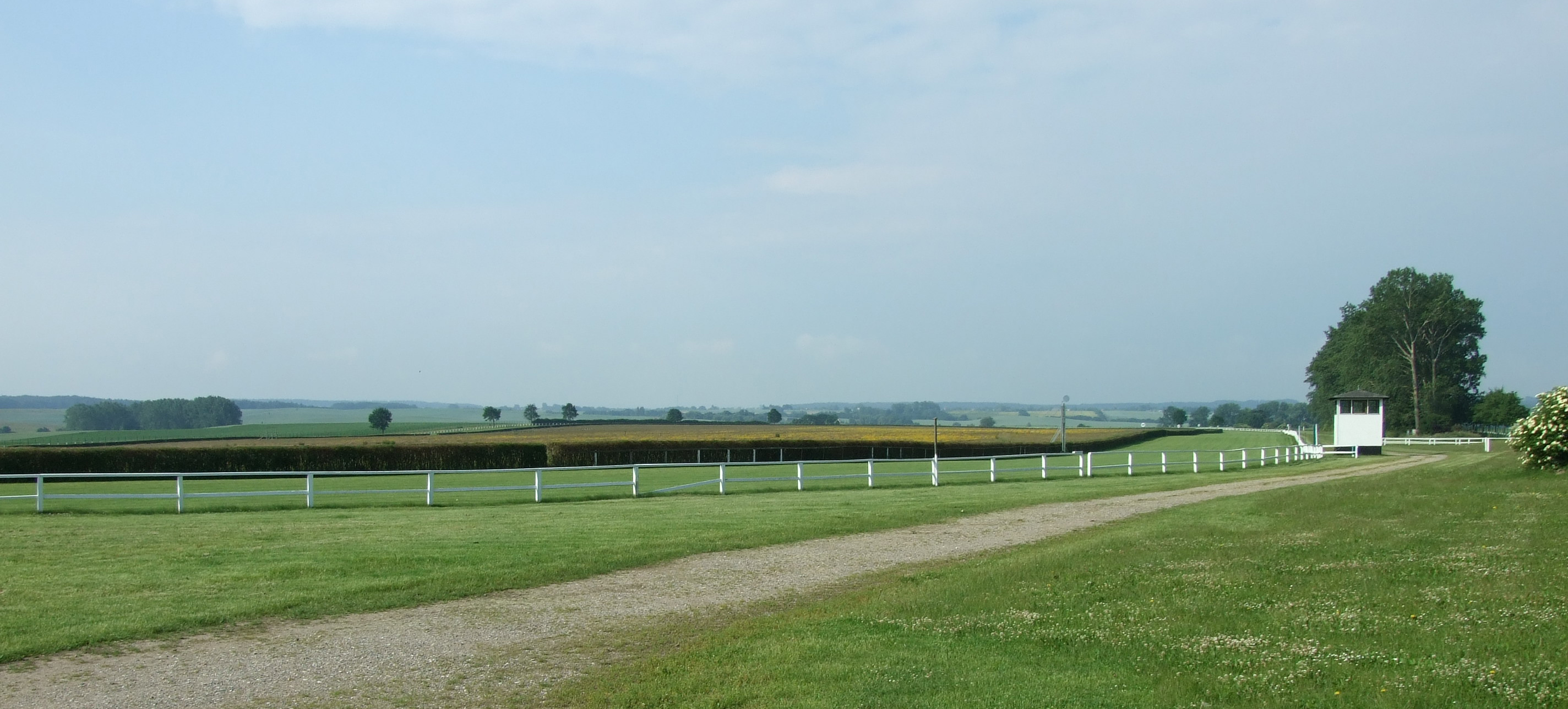
Blick von Nordosten auf die Ostseerennbahn

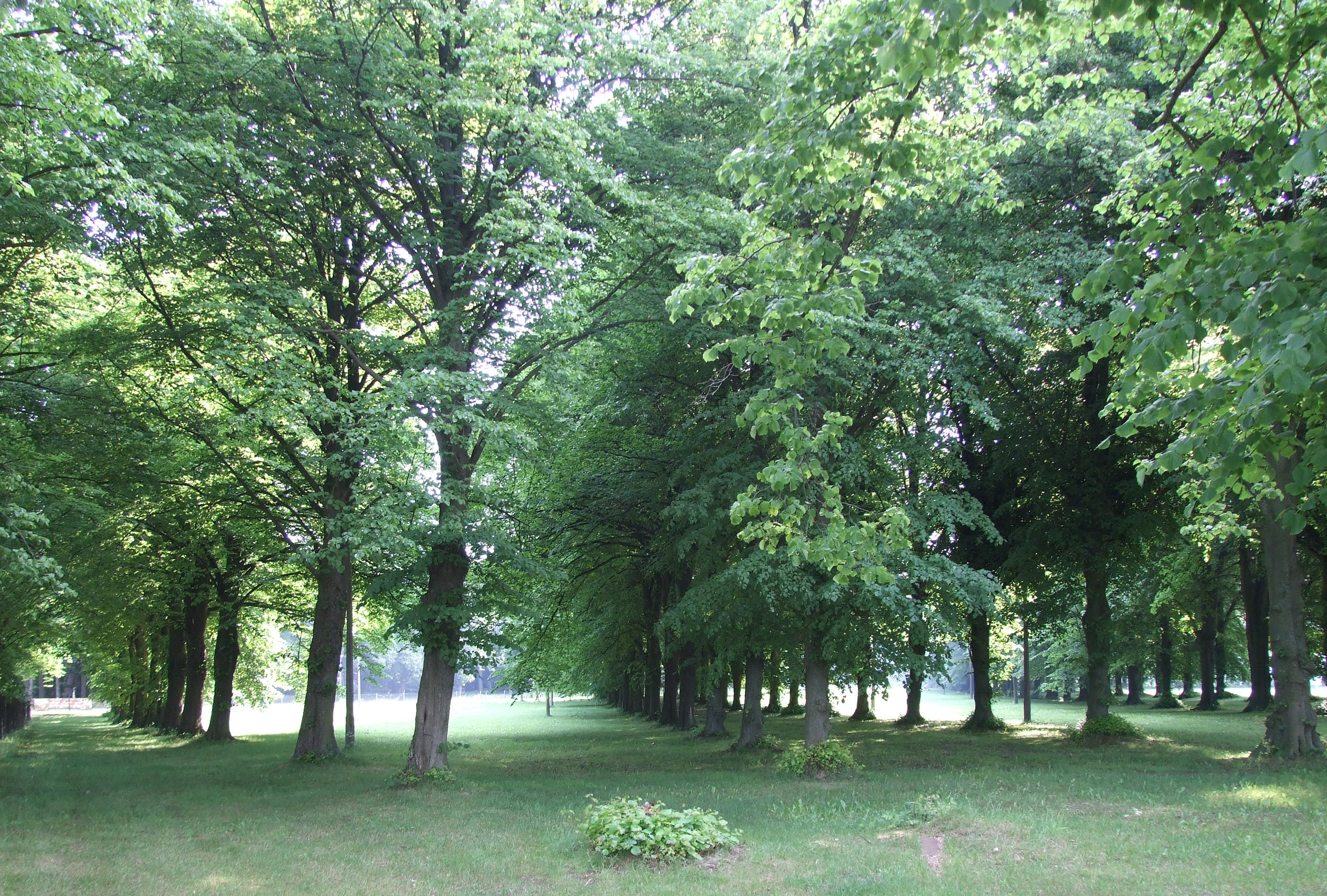
Die historischen drei Alleen von der Landstraße zur Rennbahn

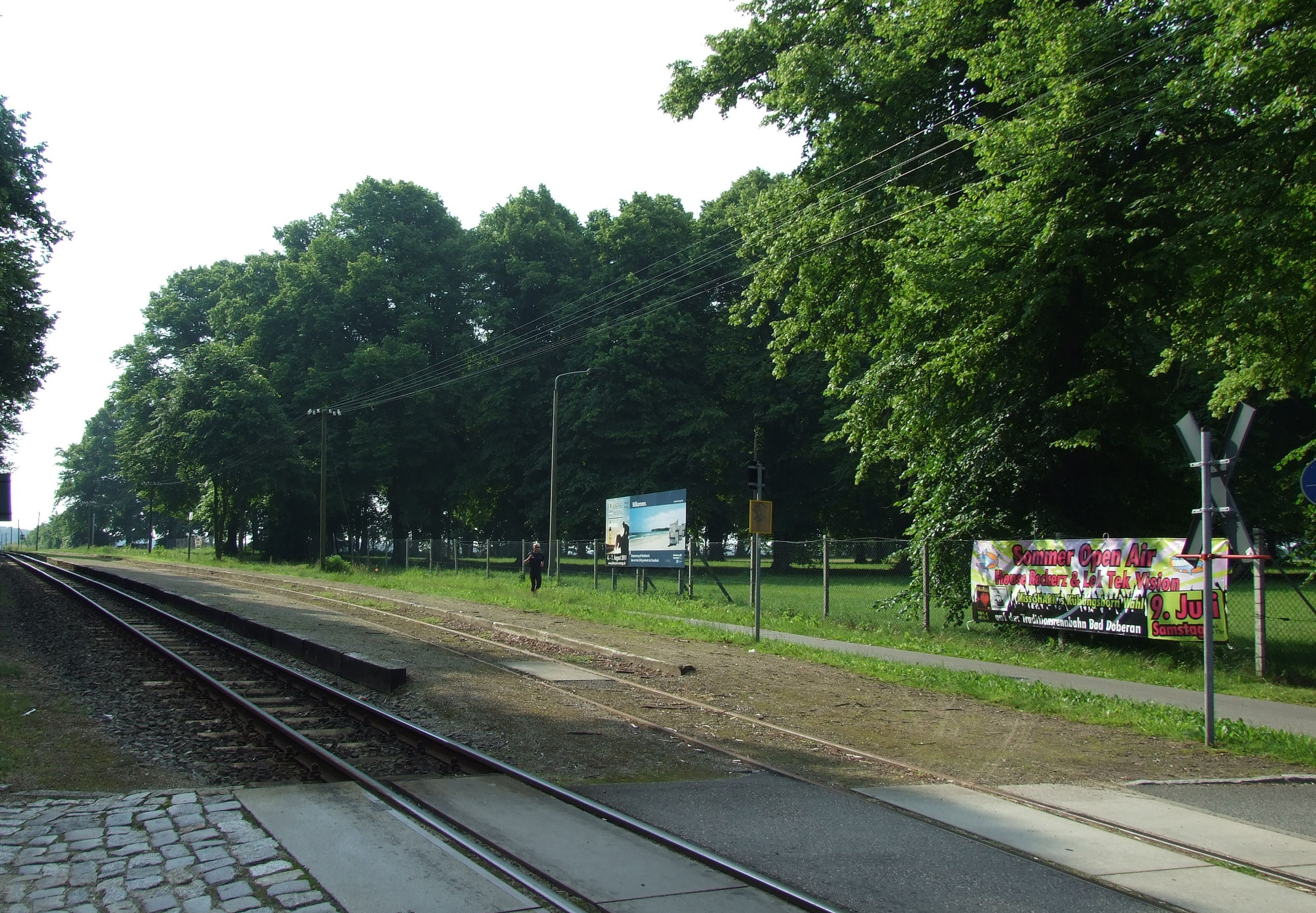
Haltepunkt "Rennbahn" des Molli, exklusiver Zusatzhalt nur an Veranstaltungstagen

Die Ostseerennbahn befindet sich zwischen Bad Doberan und Heiligendamm. Sie ist die älteste Galopprennbahn auf dem europäischen Festland.

## Geschichte
Die ersten Pferderennen fanden hier 1804 auf freiem Feld statt. Das erste Galopprennen mit Vollblutpferden wurde zu Ehren der Erbgroßherzogin Alexandrine von den Vollblutzüchtern Gottlieb und Wilhelm von Biel organisiert und am 10. August 1822 durchgeführt. Kurz darauf, am 13. August 1822, gründete sich der Doberaner Rennverein, dessen erster Präsident der spätere Großherzog Paul Friedrich von Mecklenburg wurde. Erste Zuschauertribünen aus Holz im Stil der Bäderarchitektur wurden 1827 errichtet. Neubauten erfolgten 1854 und 1890. Ab 1830 wurde eine Steeple-Chase-Bahn nach englischem Vorbild angelegt. Mit Errichtung der Doberan-Heiligendammer-Eisenbahn erhielt die Rennbahn einen eigenen Haltepunkt.
In den Jahren 1915 bis 1921 wurden durch wirtschaftliche und politische Krisen keine Rennen durchgeführt, die hölzernen Gebäude wurden für Brennmaterial abgerissen. 1922 fand anlässlich der 100-Jahr-Feier des Doberaner Rennvereins ein Jubiläumsrennen statt, aber schon 1923 wurde durch die einsetzende Hyperinflation und deren wirtschaftlichen Folgen eine Rennaustragung unmöglich. Das letzte Rennen vor Beginn des Zweiten Weltkrieges fand 1939 statt. Das Gelände der Rennbahn wurde danach zum Ausweichflugplatz der Luftwaffe. 1946/47 wurden die noch verbliebenen Gebäude abgerissen und als Brenn- und Baumaterial genutzt. Nach dem Krieg wurden mit einigen Unterbrechungen „Bauernrennen“ mit Halb- und Warmblutpferden durchgeführt. Diese Tradition endet 1962 und bis zur Wiedervereinigung Deutschlands wurde das Gelände landwirtschaftlich genutzt.
1991 gründete sich der „Doberaner Rennverein e. V. von 1822“ neu und veranstaltete am 7. August 1993 anlässlich der 200-Jahr-Feier Heiligendamms erstmals seit dem Zweiten Weltkrieg wieder ein Galopprennen mit Vollblutpferden. Seitdem finden wieder jährlich im August mehrtägige Rennveranstaltungen statt.
Die Mecklenburgische Bäderbahn Molli verläuft in unmittelbarer Nähe zur Ostseerennbahn und verfügt dort über einen zusätzlichen Bahnhof für Veranstaltungsverkehre.

## Weitere Veranstaltungen
Seit 1999 findet die Zappanale, ein mehrtägiges Musikfestival, auf dem Gelände der Rennbahn statt. Im Juli 2011 war erstmals das SEAROCK Open Air geplant, das von nun an jährlich mit rund 10.000 Besuchern stattfinden sollte. Aufgrund von starkem Regen und Sturmböen fiel die erste Auflage jedoch kurzfristig aus. Für 2012 war ein neuer Versuch geplant.